# アドベンチャー・オブ・ザ・シーズ
アドベンチャー・オブ・ザ・シーズ（Adventure of the Seas）は、ロイヤル・カリビアン・インターナショナルが運航しているクルーズ客船。

## 概要
フィンランドのクヴァナー・マサ造船所で建造され、2001年に就航した。